# Морозов, Вадим Николаевич
Вади́м Никола́евич Моро́зов (24 июня 1954, Волхов, Ленинградская область — 7 ноября 2021, Москва) — российский руководящий деятель железнодорожного транспорта, первый вице-президент РЖД с 2005 по 2015 год, отвечал за руководство оперативной деятельностью компании. Научный руководитель Московского государственного университета путей сообщения Императора Николая II в 2018—2019 годах. Ранее, в 2016—2018 годах занимал пост президента МИИТа.
Старший советник президента ОАО «Российские железные дороги», член правления компании. Последний в истории министр путей сообщения Российской Федерации (2003—2004). В 1996—1997 годах — начальник Октябрьской железной дороги. По специальности — инженер путей сообщения по эксплуатации железных дорог, доктор технических наук.

## Биография
Родился 24 июня 1954 года в городе Волхов Ленинградской области.
Трудовую деятельность начал в 1971 году слесарем КИП локомотивного депо Волховстрой-1 Октябрьской железной дороги. В 1977 году окончил Ленинградский институт инженеров железнодорожного транспорта. После окончания института по специальности «инженер путей сообщения по эксплуатации железных дорог» продолжил работу на дороге, где начал путь дежурным по сортировочной горке. С 1977 по 1997 годы работал на Октябрьской железной дороге: маневровым диспетчером станции Ленинград-Сортировочный-Московский, заместителем начальника и начальником станции Ленинград-Сортировочный, затем первым заместителем начальника Ленинград-Московского отделения. С 1989 года — начальником службы перевозок ОЖД, с 1992 до 1994 года — заместителем начальника и главным инженером ОЖД, с 1994 по 1995 год — начальником Санкт-Петербургского отделения ОЖД. С 1995 года — первый заместителем начальника Октябрьской железной дороги. В 1996—1997 годах — начальник Октябрьской железной дороги. Затем председатель Совета АКБ «Петербургский городской банк».
В 1998 году был избран заместителем председателя Законодательного собрания Ленинградской области. В 1998—1999 годы — первый заместитель начальника Юго-Восточной железной дороги. С мая 1999 года по май 2000 года работал заместителем министра путей сообщения РФ. В 2000—2002 годы — первый заместитель начальника Московской железной дороги. С февраля 2002 года по 22 сентября 2003 года — первый заместитель министра МПС РФ. 23 сентября 2003 года назначен исполняющим обязанности министра МПС. 7 октября 2003 года утверждён в должности министра путей сообщения Российской Федерации.

Вадим Морозов и вице-президент «Евраза» по персоналу Наталья Ионова на форуме в Сочи, 2018

9 марта 2004 года президент России В. Путин подписал указ «О системе и структуре федеральных органов исполнительной власти», согласно которому Министерство путей сообщения Российской Федерации было упразднено.
С июля 2004 года исполнительный директор негосударственного пенсионного фонда «Благосостояние» (пенсионное обеспечение работников ОАО «Российские железные дороги»). 17 августа 2005 года назначен первым вице-президентом ОАО «Российские железные дороги». Ежемесячное вознаграждение Морозова на этом посту составляло от 4 до 6 млн руб..
С 2005 по 2015 год — первый вице-президент ОАО «РЖД», в период президентства В. И. Якунина Вадим Морозов отвечал за руководство оперативной деятельностью компании. С октября 2015 по февраль 2017 года — старший советник президента РЖД О. В. Белозёрова.
В 1998 году стоял у истоков иллюстрированного журнала «РЖД-Партнёр». Председатель редакционного совета журнала.
С 29 июня 2009 года также возглавил совет директоров московского футбольного клуба «Локомотив».
С 2011 года являлся сопредседателем от ОАО «РЖД» совместной с Правительством Москвы рабочей группы по реконструкции и организации пассажирского движения по Малому кольцу Московской железной дороги.
Вскоре после прихода нового президента РЖД Олега Белозёрова, 15 октября 2015 года Морозов по собственному желанию был освобождён советом директоров компании от должности. Он остался в правлении РЖД старшим советником президента. Комментируя отставку Морозова, Белозёров отметил его профессиональные качества, однако подчеркнул принципиальные различия во взглядах на управленческие решения. Вслед за Морозовым в сентябре 2016 года пост главного редактора газеты «Гудок» покинул его протеже Александр Ретюнин.

В завершение карьеры Морозов был избран президентом Университета путей сообщения МИИТ, затем стал его научным руководителем

В 2016 году был избран президентом Московского государственного университета путей сообщения Императора Николая II, одновременно заведовал там кафедрой, этот пост занимал до 2018 года. Затем ещё год был научным руководителем МИИТа.
Доктор технических наук. Увлекался футболом.
Был женат на Ирине, имел сына Дмитрия (окончил ЛИИЖТ), внуков.
Скончался утром 7 ноября 2021 года в Москве от осложений, вызванных коронавирусом. Похоронен 11 ноября 2021 года на Новодевичьем кладбище в Санкт-Петербурге.

## Награды
- Орден Почёта (24.12.2010)
- Медаль «За развитие железных дорог» (2007)
- Почётный знак «За заслуги в развитии ОАО „Российские железные дороги“» I степени (2015)[12]